# Wonderful Life (singel Blacka)
Wonderful Life – singiel brytyjskiego piosenkarza Blacka, pochodzący z debiutanckiego albumu o tej samej nazwie, po raz pierwszy wydany w 1985 roku, przez wytwórnię Ugly Man Records. Wykonawca postanowił ponownie nagrać i wydać utwór w wytwórni A&M Records.

## Interpretacje
Cover tego utworu stworzyły polskie grupy muzyczne: wykonująca hardcore formacja Coalition, która go wydała na wydawnictwie split Bora / Coalition (2003), a także rockowy zespół Carrion, wydając go na płycie Carrion (2007).
Utwór w formie coverów był również wykonywany m.in. przez zespoły Myslovitz, Ace of Base oraz Dżipago ("Szczęśliwe życie").